# 24372 Timobauman
24372 Timobauman è un asteroide della fascia principale. Scoperto nel 2000, presenta un'orbita caratterizzata da un semiasse maggiore pari a 2,3832628 UA e da un'eccentricità di 0,1319574, inclinata di 7,49112° rispetto all'eclittica.